# Conus evansi
Conus evansi é uma espécie de gastrópode do gênero Conus, pertencente à família Conidae.